# Jakob Robert Steiger
Jakob Robert Steiger (Geuensee, 6 juni 1801 - Luzern, 5 april 1862) was een Zwitsers arts, redacteur en politicus voor de linkse radicalen uit het kanton Luzern.

## Biografie
Jakob Robert Steiger studeerde theologie in Luzern. Tussen 1823 en 1826 studeerde hij vervolgens geneeskunde in Genève, Freiburg im Breisgau en Parijs. Na zijn studies vestigde hij zich in de jaren 1830 als arts in Büron en vervolgens in Luzern.
Steiger was lid van de constituante van 1830-1831 en was daaropvolgend lid van de Grote Raad van Luzern, een eerste maal tot 1841 en een tweede maal van 1847 tot zijn overlijden in 1862. Van 1847 tot 1852 was hij als lid van de Regeringsraad van Luzern bevoegd voor Politie. Hij was ook meermaals lid van de Onderwijsraad.
Tussen 1833 en 1834, alsook in 1838 en 1848 was Steiger lid van de Tagsatzung. Na de oprichting van de bondsstaat in 1848 werd hij bij de Zwitserse parlementsverkiezingen van oktober 1848 verkozen in de nieuw opgerichte Nationale Raad. Hij zetelde er van 6 november 1848 tot 1 juli 1852. Na de verkiezing van Ulrich Ochsenbein in de Bondsraad, werd hij verkozen als tweede voorzitter van deze vergadering. Van 21 november 1848 tot 16 april 1849 was hij daardoor voorzitter van de Nationale Raad. Steiger was een van de kopstukken van het radicalisme en het liberalisme in zijn kanton.
Steiger was tevens redacteur bij de kranten Eidgenosse en Eidgenosse von Luzern.

## Trivia
- Jakob Robert Steiger was een overgrootvader van de Zwitserse chemica en onderneemster Marguerite Steiger (1909-1990).[1]